# Hungerit Zrt.
A Hungerit Zrt. egy szentesi jelentős magyar baromfifeldolgozó vállalat. Elnök-vezérigazgatója Magyar József.
2018 júliusában a Gazdasági Versenyhivatal hozzájárult ahhoz, hogy Csányi Sándor cége, a Bonafarm Zrt. megvásárolhassa a Hungerit céget, mintegy 16 milliárd forintért.

## Története
Elődje az 1922-ben alapított Szentesi Baromfifeldolgozó Vállalat volt, amely 1990-ben a privatizáció során a Hungerit Élelmiszeripari Kft. tulajdonába került. A Hungerit Kft. mellett 1993 szeptemberében alakult meg a panírozott termékeket készítő Hungerit-Plus Kft., majd 1993 decemberében a Gold M Kft. 1997-ben ezt a három társaságot Hungerit Baromfifeldolgozó és Élelmiszeripari Rt.-vé olvasztották össze. Az Rt-ből később Hungerit Baromfifeldolgozó és Élelmiszeripari Zrt. vált.
2017-ben a sajtó a következő fejlesztési tervekről számolt be:

„A magyar családi tulajdonú HUNGERIT Baromfifeldolgozó és Élelmiszeripari Zrt. több mint 5 milliárd forint értékű beruházást valósít meg Szentesen, amely eredményeként 120 munkahely jön létre 2018 év végéig. A bővítés több, egymásra épülő és egymást erősítő projektelemből áll, amelyek épület- és technológia-fejlesztéseket egyaránt tartalmaznak, így többek között egy új panírozó üzem létrehozását, egy, az országban elsőként bevezetett combfiléző berendezés telepítését, valamint egy biológiai szennyvíztisztító létesítését.”

2018 áprilisában a sajtó hírül adta, hogy Csányi Sándor cége, a Bonafarm Zrt. megvásárolná a Hungerit Zrt-t.  Az ügylethez 2018 júliusában a Gazdasági Versenyhivatal hozzájárult.

### A Négy Mancs kampánya
2008-ban a Négy Mancs nevű szervezet kampányba kezdett a kényszertömés betiltásáért, amelynek hatására a Rewe csoport (Lidl, Metro) egységes bojkottot hirdetett a kifogásolt technikákat használó magyar termelők összes terméke ellen.
Egyes termelők ennek hatására felhagytak az állatkínzó gyakorlattal (és megszakították üzleti kapcsolatukat a gyakorlatot tovább folytatókkal), mások kitartottak mellette. Végül a Hungerit Zrt. 2008-ban megszüntette a hízott baromfi vágását, és elbocsátott 200 alkalmazottat – amit a bojkottal indokoltak. Ebben az időszakban az európai baromfimáj-piac második legnagyobb szereplője volt a Hungerit Zrt., így a cég 2008-as 25 milliárdos éves bevételén 2-3 milliárdos lyukat ütött a Négy Mancs akciójának következményeként életbe lépett bojkott. A Hungerit állította, hogy betartja a gazdasági állatok védelméről szóló összes  EU-s ajánlást. 
2012-ben az EU elutasította az indítványt, amely – többek között – a libatömés betiltására irányult.